# Србија и Црна Гора на Олимпијским играма
Бивша државна заједница Србије и Црне Горе је учествовала је у шест наврата и једном као независни учесници на олимпијским играма између 1992. и 2006. године, када је заједница распуштена и када су и Србија и Црна Гора декларисали своју пуну независност.
На Олимпијским играма 1992. држави је забрањено учешће, али су наступали само спортисти у појединачним спортовима, док је 1994. потпуно забрањено учешће спортистима из ове земље. Од 1996. до 2002. спортисти су се такмичили под именом Савезна Република Југославија, а од 2003. до 2006. када је држава променила име као Србија и Црна Гора.
Овај чланак односи се на учешће спортиста у оквиру граница државе СРЈ, односно СЦГ иако Међународни олимпијски комитет води другачију статистику. Медаље 1992. збрајају се са свим освојеним медаљама независних учесника на било којим играма и без обзира из које државе долазе, медаље СРЈ се воде као заједничке медаље свих наступа под именом Југославија, пре и после распада земље, а медаље СЦГ засебно.

## Историја
Југославија је била заступљена на свакој од Летњих олимпијских игара у периоду између 1920—1988, и на свим, осим на две Зимске олимпијске игре у периоду између 1924—1988. С обзиром на Распад Југославије 1991. и 1992., учешћа спортиста на олимпијским играма су претрпела измене. Тадашње новоосноване државе, бивше Југословенске републике, Хрватска и Словенија су послале своје представнике на Зимске олимпијске игре 1992., а остатак Југославије су представљали спортисти из Босне и Херцеговине, Македоније, Црне Горе и Србије.
И то се рачуна као последње учешће спортиста из СФРЈ на олимпијским играма.
Савезна Република Југославија је озваничена у априлу 1992. године и имала је у свом саставу Републику Црну Гору и Републику Србију. Резолуцијом Савета безбедности УН 757, усвојеног 30. маја 1992. године позване су остале државе да:
Предузму потребне кораке да у оквирима својих граница онемогуће учешће индивидуалних спортиста и тимова, у спортским манифестацијама, који би представљали СРЈ (Србију и Црну Гору);— Параграф 8(b)
Због наставка санкција спортисти Србије и Црне Горе нису могли да се такмиче под својом заставом на Олимпијским играма у Барселони 1992. већ искључиво као независни учесници у индивидуалним спортовима, а на Зимским олимпијским играма одржаним 1994. године у Лилехамеру нису могли да наступају ни као индивидуалци.. У Барселони 1992. освојене су три медаље, све у стрељаштву.
Санкције су биле подигнуте до наредних игара тако да су спортисти из Србије и Црне Горе могли учествовати на Летњим олимпијским играма 1996. у Атланти. Спортисти из Србије и Црне Горе су на тим Играма учествовали под именом Југославија и коришћен је и исти олимпијски код (YUG) као бивша СФРЈ иако СР Југославија није била призната као наследница СФРЈ. Представници Србије и Црне Горе су на овим играма имали 68 спортиста који су узели учешће у 13 спортских грана и освојили су 4 медаље.
На Олимпијске игре у Сиднеју 2000. године СР Југославија је послала 111 спортиста који су узели учешћа у 14 спортских грана и освојили су 3 медаље.
СР Југославија је под тим именом престала да постоји 2003. године и реконституисана је у државу под именом Србија и Црна Гора (SCG). Као таква први пут је учествовала на Олимпијским играма 2004.. Олимпијски тим Србије и Црне Горе је био састављен од 87 спортиста који су учествовали у 14 спортских дисциплина и освојили су две сребрне медаље.
После црногорског референдума 2006. године, унија Србије и Црне Горе је престала да постоји и обе државе су прогласиле независност. Олимпијски комитет Србије је наследио NOC Србије и Црне Горе, јуна 2006., заједничким договором представника обе државе. Новоосновано Олимпијски комитет Црне Горе је признат у јулу 2007. године.
После ових догађаја свака од држава се посебно такмичила 2008. године на олимпијским играма у Пекингу.

## Медаље

### Летње олимпијске игре

#### Учешће и освојене медаље на ЛОИ
| Учешће и освојене медаље на ЛОИ |                           |        |          |      |       |       |        |        |        |         |
| ЛОИ                             | Носилац заставе           | Учешће | Мушкарци | Жене | Спорт | Злато | Сребро | Бронза | Укупно | Пласман |
| 1992. Барселона                 | забрањен наступ у дефилеу | 52     | 35       | 17   | 13    | 0     | 1      | 2      | 2      | 44      |
| 1996. Атланта                   | Игор Милановић            | 68     | 59       | 9    | 13    | 1     | 1      | 2      | 4      | 41      |
| 2000. Сиднеј                    | Никола Грбић              | 109    | 92       | 17   | 14    | 1     | 1      | 1      | 3      | 44      |
| 2004. Атина                     | Дејан Бодирога            | 87     | 80       | 7    | 14    | 0     | 2      | 0      | 2      | 61      |
| Укупно (4)                      |                           | 316    | 266      | 50   |       | 2     | 5      | 5      | 12     | –       |

#### Преглед учешћа спортиста и освојених медаља по спортовима на ЛОИ
| Спорт               | Период | Период   | Укупно | Мушкарци | Жене | Злато | Сребро | Бронза | Укупно |
| Спорт               | Прво   | Последње | Укупно | Мушкарци | Жене | Злато | Сребро | Бронза | Укупно |
| ------------------- | ------ | -------- | ------ | -------- | ---- | ----- | ------ | ------ | ------ |
| Атлетика            | 1992   | 2004     | 35     | 22       | 13   | 0     | 0      | 0      | 0      |
| Бициклизам          | 1992   | 2004     | 6      | 6        | 0    | 0     | 0      | 0      | 0      |
| Бокс                | 2000   | 2000     | 1      | 1        | 0    | 0     | 0      | 0      | 0      |
| Ватерполо           | 1996   | 2004     | 23     | 23       | 0    | 0     | 1      | 1      | 2      |
| Веслање             | 1992   | 2004     | 12     | 12       | 0    | 0     | 0      | 0      | 0      |
| Дизање тегова       | 1996   | 1996     | 1      | 1        | 0    | 0     | 0      | 0      | 0      |
| Кајак и кану        | 1992   | 2004     | 10     | 9        | 1    | 0     | 0      | 0      | 0      |
| Кошарка             | 1996   | 2004     | 26     | 26       | 0    | 0     | 1      | 0      | 1      |
| Мачевање            | 1992   | 2000     | 1      | 0        | 1    | 0     | 0      | 0      | 0      |
| Одбојка             | 1996   | 2004     | 22     | 22       | 0    | 1     | 0      | 1      | 2      |
| Пливање             | 1992   | 2004     | 17     | 11       | 6    | 0     | 0      | 0      | 0      |
| Рвање               | 1992   | 2004     | 10     | 10       | 0    | 0     | 0      | 0      | 0      |
| Ритмичка гимнастика | 1992   | 1992     | 2      | 0        | 2    | 0     | 0      | 0      | 0      |
| Рукомет             | 2000   | 2000     | 15     | 15       | 0    | 0     | 0      | 0      | 0      |
| Синхроно пливање    | 1992   | 1992     | 3      | 0        | 3    | 0     | 0      | 0      | 0      |
| Скокови у воду      | 1996   | 1996     | 2      | 2        | 0    | 0     | 0      | 0      | 0      |
| Стони тенис         | 1992   | 2004     | 7      | 4        | 3    | 0     | 0      | 0      | 0      |
| Стрељаштво          | 1992   | 2004     | 10     | 4        | 6    | 1     | 3      | 3      | 7      |
| Тенис               | 1992   | 2004     | 4      | 3        | 1    | 0     | 0      | 0      | 0      |
| Фудбал              | 2004   | 2004     | 18     | 18       | 0    | 0     | 0      | 0      | 0      |
| Џудо                | 1992   | 2004     | 7      | 5        | 2    | 0     | 0      | 0      | 0      |
| Укупно (21)         |        |          | 232    | 194      | 38   | 2     | 5      | 5      | 12     |

Разлика у горње две табеле од 84 учесника (72 мушкараца и 12 жене) настала је у овој табели јер је сваки спортиста без обзира колико је пута учествовао на играма и у колико разних спортова на истим играма рачунат само једном.

#### Освајачи медаља на ЛОИ
| #  | Медаља | Такмичар(и) | ЛОИ             | Спорт      | Дисциплина                | Ж | М |
| -- | ------ | --- | --------------- | ---------- | ------------------------- | - | - |
| 1. | Злато  | Александра Ивошев | 1996. Атланта   | Стрељаштво | МК тростав                | Ж |   |
| 2. | Злато  | Владимир Батез,Слободан Ковач, Слободан Бошкан, Ђула Мештер, Васа Мијић, Никола Грбић, Владимир Грбић, Андрија Герић Иван Миљковић, Игор Вушуровић, Вељко Петковић, Горан Вујевић                                          | 2000. Сиднеј    | Одбојка    | Одбојка                   |   | M |
| 1. | Сребро | Јасна Шекарић | 1992. Барселона | Стрељаштво | 10 м ваздушни пиштољ      | Ж |   |
| 2. | Сребро | Александар Ђорђевић, Дејан Бодирога Дејан Томашевић, Миленко Топић Мирослав Берић, Никола Лончар, Предраг Даниловић, Саша Обрадовић, Владе Дивац, Жарко Паспаљ, Жељко Ребрача, Зоран Савић                                 | 1996. Атланта   | Кошарка    | Кошарка                   |   | M |
| 3. | Сребро | Јасна Шекарић | 2000. Сиднеј    | Стрељаштво | 10 м ваздушни пиштољ      | Ж |   |
| 4. | Сребро | Јасна Шекарић | 2004. Атина     | Стрељаштво | 10 м ваздушни пиштољ      | Ж |   |
| 5. | Сребро | Александар Ћирић, Владимир Гојковић Данило Икодиновић, Виктор Јеленић Предраг Јокић, Слободан Никић, Александар Шапић, Дејан Савић, Денис Шефик, Петар Трбојевић, Вања Удовичић, Владимир Вујасиновић Никола Куљача        | 2004. Атина     | Ватерполо  | Ватерполо                 |   | M |
| 1. | Бронза | Аранка Биндер | 1992. Барселона | Стрељаштво | 10 м ваздушни пушка       | Ж |   |
| 2. | Бронза | Стеван Плетикосић | 1992. Барселона | Стрељаштво | 50 м МК пушка лежећи став |   | М |
| 3. | Бронза | Александра Ивошев | 1996. Атланта   | Стрељаштво | 10 м ваздушни пиштољ      | Ж |   |
| 4. | Бронза | Ђорђе Ђурић, Жарко Петровић Владимир Батез, Жељко Танасковић, Дејан Брђовић, Ђула Мештер, Слободан Ковач, Никола Грбић, Владимир Грбић, Рајко Јокановић, Андрија Герић, Горан Вујевић                                      | 1996. Атланта   | Одбојка    | Одбојка                   |   | M |
| 5. | Бронза | Предраг Зимоњић, Југослав Васовић Владимир Вујасиновић, Ненад Вуканић Александар Шоштар, Петар Трбојевић Вељко Ускоковић, Никола Куљача, Александар Шапић, Дејан Савић Александар Ћирић, Данило Икодиновић, Виктор Јеленић | 2000. Сиднеј    | Ватерполо  | Ватерполо                 |   | M |

### Зимске олимпијске игре

#### Учешће и освојене медаље на ЗОИ
| Учешће и освојене медаље на ЗОИ |                        |                        |                        |                        |                        |                        |                        |                        |                        |                        |
| ЗОИ                             | Носилац заставе        | Учешће                 | Мушкарци               | Жене                   | Спорт                  | Злато                  | Сребро                 | Бронза                 | Укупно                 | Пласман                |
| 1994. Лилехамер                 | Забрањено да учествује | Забрањено да учествује | Забрањено да учествује | Забрањено да учествује | Забрањено да учествује | Забрањено да учествује | Забрањено да учествује | Забрањено да учествује | Забрањено да учествује | Забрањено да учествује |
| 1998. Нагано                    | Марко Ђорђевић         | 2                      | 1                      | 1                      | 1                      | 0                      | 0                      | 0                      | 0                      | –                      |
| 2002. Солт Лејк Сити            | Јелена Лоловић         | 6                      | 5                      | 1                      | 2                      | 0                      | 0                      | 0                      | 0                      | –                      |
| 2006. Торино                    | Јелена Лоловић         | 6                      | 3                      | 3                      | 4                      | 0                      | 0                      | 0                      | 0                      | –                      |
| Укупно 3 (4)                    | –                      | 14                     | 9                      | 5                      | –                      | 0                      | 0                      | 0                      | 0                      | –                      |

#### Преглед учешћа спортиста и освојених медаља по спортовима на ЗОИ
| Спорт             | Период | Период   | Укупно | Мушкарци | Жене | Злато | Сребро | Бронза | Укупно |
| Спорт             | Прво   | Последње | Укупно | Мушкарци | Жене | Злато | Сребро | Бронза | Укупно |
| ----------------- | ------ | -------- | ------ | -------- | ---- | ----- | ------ | ------ | ------ |
| Алпско скијање    | 1998   | 2006     | 5      | 2        | 3    | 0     | 0      | 0      | 0      |
| Биатлон           | 2006   | 2006     | 1      | 1        | 0    | 0     | 0      | 0      | 0      |
| Боб               | 2002   | 2002     | 4      | 4        | 0    | 0     | 0      | 0      | 0      |
| Скијашко трчање   | 2006   | 2006     | 2      | 1        | 1    | 0     | 0      | 0      | 0      |
| Уметничко клизање | 2006   | 2006     | 1      | 1        | 0    | 0     | 0      | 0      | 0      |
| Укупно (5)        |        |          | 13     | 9        | 4    | 0     | 0      | 0      | 0      |

Разлика у горње две табеле од 1 учеснице настала је у овој табели јер је сваки спортиста без обзира колико је пута учествовао на играма и у колико разних спортова на истим играма рачунат само једном

### Освојене медаље на ОИ
| Освојене медаље на ОИ |       |        |        |        |
| ОИ                    | Злато | Сребро | Бронза | Укупно |
| ЛОИ                   | 2     | 5      | 5      | 12     |
| ЗОИ                   | 0     | 0      | 0      | 0      |
| Укупно                | 2     | 5      | 5      | 12     |

## Занимљивости
- Најмлађи учесник: Маја Грозданић, 15 година и 86 дана Атланта 1996. пливање
- Најстарији учесник: Борис Рађеновић, 45 година и 197 дана Сот Лекс Сити 2002. боб
- Највише учешћа: петоро спортиста по четири учешћа: Драгутин Топић, Драган Перић (атлетика), Слободан Грујић (стони тенис), Јасна Шекарић, Стеван Плетикосић (стрељаштво)
- Највише медаља:

три сребра Јасна Шекарић (стрељаштво)
2 медаље 16 спортиста: злато и сребро Александра Ивошев (стрељаштво) и 7 одбојкаша; сребро и бронза 7 ватерполиста
- Прва медаља: Александра Ивошев, стрељаштво 1996. бронза (за независне учеснике 1992. Аранка Биндер, стрељаштво - бронза)
- Прво злато: Александра Ивошев, стрељаштво 1996.
- Најбољи пласман на ЛОИ: 41 1996.
- Најбољи пласман на ЗОИ: -